# W. W. Shols
W. W. Shols, pseudônimo de Winfried Scholz, (Bielefeld, 1925 — Portugal, 31 de Agosto de 1981) foi um escritor de ficção científica alemão. 
Scholz foi diplomado em tecnicas de construção na guerra, em 1942 foi recolhido pela marinha. Depois da libertação do cativeiro de guerra escreveu novelas de ficção científica.  
Para série de ficção cientiífica  Perry Rhodan ele escreveu quatro novelas. Baseado em sua atividades em Bielefeld, teve no ano de 1961 um introspecção num guia japonês, e transferiu para K. H. Scheer uma lista com os nomes de pessoas que tinham realmente existindo, para formar a lista dos membros do corpo de mutantes da história de Perry Rhodan. 
Por causa da sua situação profissional, ele não pode mais escrever novelas para a série Perry Rhodan, permanecendo entretanto sempre em contato com a equipe de  'Perry Rhodan' e a comunidade de fãs. Morreu durante suas férias em Portugal, surpreendendo família e fãs.  
Outros dos seus pseudônimos:
- Bert F. Island (pseudônimo usado como editor)
- W. Brown (pseudônimo usado como editor)
- Winston Brown
- Munro R. Upton (pseudônimo de um grupo de pessoas)

## Obras
- Tödlicher Staub (1958) (Poeira Mortal)
- Die Zeitpatroille (1958) (A patrulha do tempo)
- Seine Heimat war der Mars (1958) (Seu lar era Marte)
- Der große Zeitsprung (1959) (O grande lapso de tempo)
- Stern der Verlorenen (1961) (Estrela dos perdidos)
- Aufstand in Cygnus (1961) (Revolta em Cignus)
- Die Welt in der Kugel (1962) (O mundo dentro da esfera)
- Visum für Jupiter (1963) (Visto para Jupiter)
- Gefangen auf Callisto (1963) (Apanhado no Callisto)
- Agenten der Zwielichtzone (1964) (Os agentes da zona de crespusculo)
- Die Schlacht der Automaten (1965) (A batalha das maquinas de vendas)
- Treffpunkt Kalano (1966) (local de encontro Kalano)
- Duell der Mutanten (1967) (O Duelo dos mutantes)
- Der Zeitsünder (1967) (A Era do pecado)